# مسابقات جهانی ژیمناستیک ریتمیک ۱۹۹۱

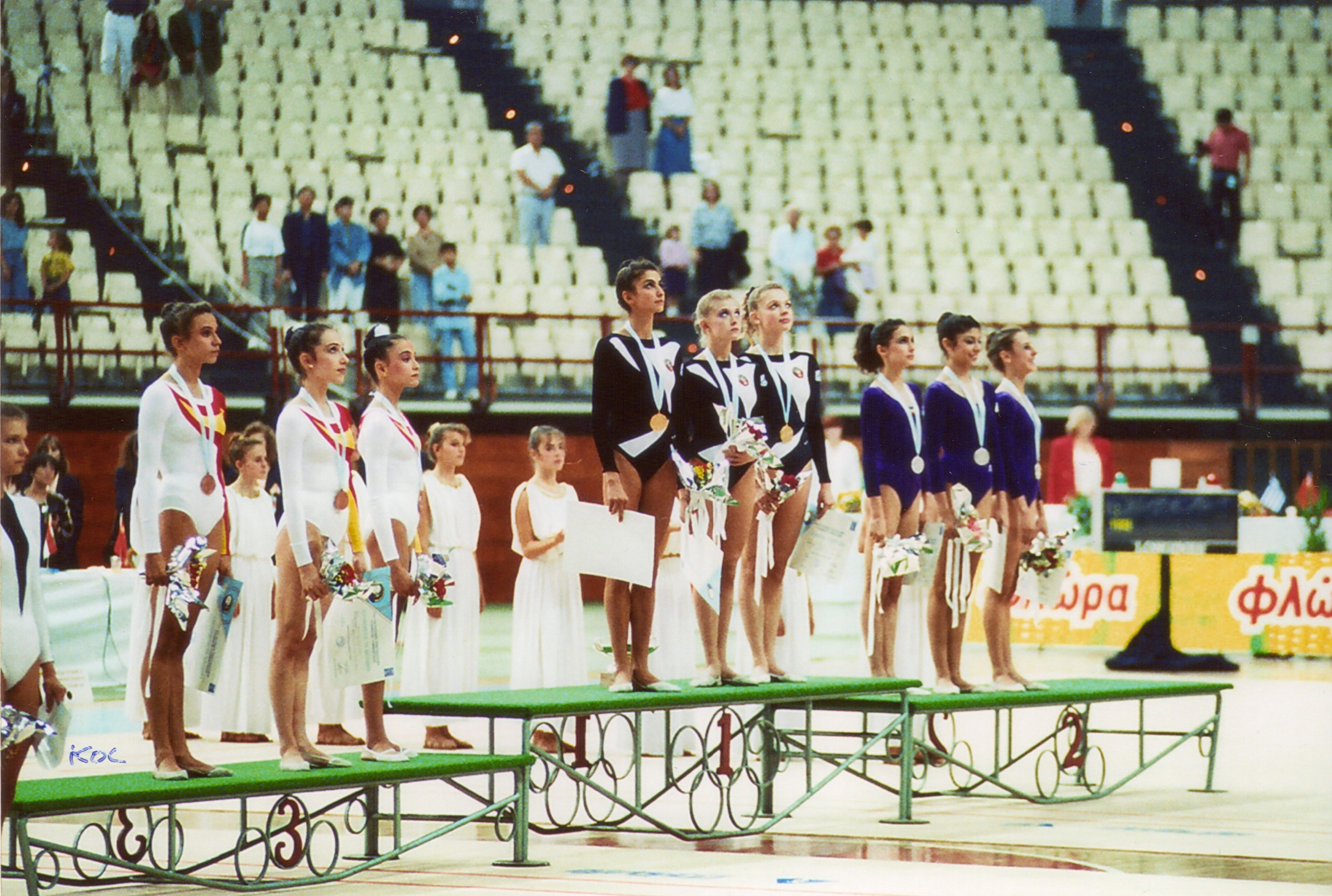
مدال‌آوران مسابقات جهانی ژیمناستیک ریتمیک ۱۹۹۱ بر روی سکو

مسابقات جهانی ژیمناستیک ریتمیک ۱۹۹۱ پانزدهمین دوره مسابقات جهانی ژیمناستیک ریتمیک است که در پیره، یونان از ۹ تا ۱۳ اکتبر ۱۹۹۱ میلادی برگزار شده است.

## جدول مدال‌ها
| رتبه | کشور               | طلا | نقره | برنز | مجموع |
| ۱    | اتحاد جماهیر شوروی | ۸   | ۳    | ۲    | ۱۳    |
| ۲    | اسپانیا            | ۱   | ۲    | ۱    | ۴     |
| ۳    | بلغارستان          | ۰   | ۵    | ۲    | ۷     |
| ۴    | کره شمالی          | ۰   | ۰    | ۲    | ۲     |
| ۵    | ایتالیا            | ۰   | ۰    | ۱    | ۱     |